# La Grace
La Grace是一艘仿古帆船，它的原型是18世纪的雙桅橫帆船。La Grace建於2008年。該船的船员主要来自捷克共和国。2011年5月1日，船舶下水儀式在希腊雅典举行。